# Nyaa Torrents
Nyaa Torrents（ニャートレント）は、東アジア（日本、中国、韓国）のメディアを中心にしたBitTorrentのウェブサイトである。サイト名は、猫の鳴き声を表す日本語のオノマトペに基づいている。 このサイトは、公開されたアニメの専用トレントインデックスの中では最もメジャーなものの1つである。

## 歴史
2011年、一部のサイトユーザーが著作権侵害で訴えられた。また、このサイトは、2014年9月上旬に大規模なDDoS攻撃の標的とされた。
2017年初頭までにNyaa Torrentは、インターネット上で1000番目に人気のあるWebサイトにランク付けされた。
2017年5月1日、「.se」、「.eu」、「.org」といったドメイン名はいずれも閉鎖され、サイトのモデレーターは後に、サイト所有者が自発的にそれらのドメインを削除したことを確認した。次の週になると、部分的にnyaaにあるコードとトレントのデータベースに基づいて、Nyaa Torrentはいくつかのサイトに分岐された。分岐されたそれぞれのサイトには、サイト名にnyaaという言葉が用いられている。
TorrentFreakによると、2017年半ばにドイツに拠点を置くGoodlabsが「.eu」サイトの偽バージョンを作成し、ユーザーにマルウェアをダウンロードさせようとしていたという。  
2018年4月、CloudflareはNyaaへのサービスを停止した。Cloudflareによれば、「この海賊サイトは、当社の不正使用報告システムの運用を妨害しようとした」。
2020年には、デリー高等裁判所が原告であるディズニー・インディアに有利な判断を下したことを受け、他の海賊版ストリーミングサイトやトレントサイトとともに、インド国内でこのサイトがブロックされた。この裁判所命令では動的ブロッキングが認められ、ディズニーは命令に記載されていない著作権侵害サイトについても追加のブロックを要請できるようになった。
2021年6月には、ベライゾン・フィオスがこのウェブサイトをブロックした。
サイトのセキュリティを提供し、ユーザーがアクセスできるよう支援するため、Nyaaはウェブサイトのブロックを解除する方法に関する推奨事項を含む発表を行った。この発表では、情報を盗んだりマルウェアを仕込んだりする可能性があるとして、プロキシサイトの使用に対する警告も含まれている。

## ウェブサイト
当サイトにはビデオのソースに関する規則があり、たとえばDVDビデオは解像度1024x576に制限され、UHDは3840×2160以上の解像度に制限されている。これはビデオの元の品質を維持するためである。
ユーザーはウォーターマークの追加や、品質を下げるための劣ったビデオコーデックへの変更を行うことはできない。「シットポスト」を継続的に行うと、BANされる可能性がある。コンテンツの制限としては、中国、日本、韓国のコンテンツのみが許可されている。

### カテゴリ
カテゴリはAnime（アニメ）、Audio（オーディオ）、Literature（文芸）、Live Action（実写）、Pictures（画像）、Software（ソフトウェア）に分かれている。それぞれにサブカテゴリが存在し、たとえばオーディオはlosslessとlossyに分けられている。
ユーザーはフィルター機能も使用でき、リメイクなしや信頼済みアップローダーのみといった条件でトレントを絞り込むことが可能である。

### エントリ
アップロードは緑、赤、橙、灰色のエントリに分類される。緑のエントリは信頼済みユーザーによってアップロードされたトレントである。赤のエントリ（リメイク）は以下のいずれかに該当するトレントである。
- 元のリリースを再エンコードしたもの。
- ハードサブ化や修正の目的で他のアップローダーの元のリリースをリマックスしたもの。
- 元のファイル名を使用せずに元のリリースを再アップロードしたもの。
- 関連性のない、または欠損した追加ファイルを含む元のリリースの再アップロード。

橙のエントリはシリーズ全体の一括ファイルであり、灰色のエントリは非表示のトレントである。